# Union County (Arkansas)
Union County is een county in de Amerikaanse staat Arkansas.
De county heeft een landoppervlakte van 2.691 km² en telt 45.629 inwoners (volkstelling 2000). De hoofdplaats is El Dorado.